# Jim van Fessem
Jim van Fessem (ur. 7 sierpnia 1975 w Tilburgu) – holenderski piłkarz występujący na pozycji bramkarza.

## Kariera
Van Fessem zawodową karierę rozpoczynał w 1994 roku w klubie Willem II Tilburg z Eredivisie. W tych rozgrywkach zadebiutował 26 października 1994 roku w wygranym 2:1 pojedynku z PSV Eindhoven. W 1999 roku wywalczył z zespołem wicemistrzostwo Holandii. Przez 7 lat w barwach Willem II rozegrał 122 spotkania.
W 2001 roku van Fessem odszedł do innego pierwszoligowego zespołu, SBV Vitesse. Pierwszy ligowy mecz zaliczył tam 7 września 2001 roku przeciwko SC Heerenveen (1:1). W 2002 roku wystąpił z klubem w Pucharze UEFA, w którym dotarł z nim do trzeciej rundy. W ciągu 3 lat w Vitesse był rezerwowym bramkarzem dla Dragoslava Jevricia i rozegrał tam 39 spotkań.
Latem 2004 roku został zawodnikiem van Fessem odszedł do ADO Den Haag, również z Eredivisie. W jego barwach zadebiutował 3 października 2004 roku w przegranym 0:1 ligowym pojedynku z SC Heerenveen. Był to jednak jedyny mecz rozegrany przez niego dla ADO. W styczniu 2005 roku odszedł do De Graafschap (Eredivisie). Jako zawodnik tego klubu pierwszy mecz rozegrał 22 stycznia 2005 roku w wygranym 2:0 ligowym pojedynku z Rodą Kerkrade. W 2005 roku spadł z klubem do Eerste divisie, ale w 2007 roku powrócił z nim do Eredivisie. W sumie przez 3 lata rozegrał tam 124 spotkania.
W 2008 roku van Fessem przeszedł do klubu NAC Breda, również występującego w Eredivisie. W 2012 roku zakończył karierę.